# 675

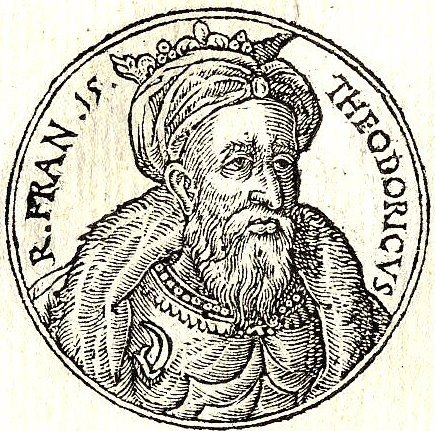
Koning Theuderik III (654-691)

Het jaar 675 is het 75e jaar in de 7e eeuw volgens de christelijke jaartelling.

## Gebeurtenissen

### Europa
- Herfst - Koning Childerik II wordt tijdens de jacht in de bossen van Lognes (nabij Chelles) door opstandige Austrasische edelen vermoord. Het Frankische Rijk valt weer uiteen en Clovis III (mogelijk een zoon van Chlotarius III) wordt met de steun van hofmeier Ebroin koning van Austrasië. De 5-jarige Chilperik, zoon van Childerik, wordt naar een klooster verbannen.
- Theuderik III volgt zijn broer Childerik II op en wordt na zijn verbanning (in 673) opnieuw koning van Neustrië en Bourgondië.

### Arabische Rijk
- Kalief Moe'awija I voert nieuwe landhervormingen door, de mawalis (onderhorigen), of niet-Arabische moslims, worden tweederangs burgers in het Arabische Rijk. (waarschijnlijke datum)

## Religie
- Eticho I, hertog van de Elzas, sticht de abdij van Munster (Frankrijk).

## Geboren
- Bonifatius, Angelsaksisch missionaris (of 672)
- Corbinianus, bisschop van Freising (waarschijnlijke datum)
- Leo III, keizer van het Byzantijnse Rijk (waarschijnlijke datum)

## Overleden
- Amandus, bisschop van Maastricht (waarschijnlijke datum)
- Childerik II, koning van de Franken
- Germanus van Granfelden (63), Frankisch abt
- Sa`d ibn Abi Waqqas, metgezel van Mohammed